# Consiglio per la sicurezza nazionale degli Stati Uniti d'America
Il Consiglio per la sicurezza nazionale degli Stati Uniti d'America (in inglese: United States National Security Council) è il principale organo che consiglia e assiste il presidente degli Stati Uniti d'America in materia di sicurezza nazionale e politica estera.

## Storia
Il Consiglio fu creato nel 1947, ad opera del presidente Harry S. Truman, attraverso il National Security Act. L'intento era quello di assicurare il coordinamento e la collaborazione tra marina, esercito, aviazione ed altri strumenti della politica di sicurezza nazionale (come la CIA, creata anch'essa con la stessa legge).
Fin dalla sua istituzione la funzione del Consiglio è stata anche quella di consigliare e assistere il presidente in materia di sicurezza nazionale e politica estera. Il Consiglio inoltre ha servito il presidente come braccio principale per il coordinamento di tali politiche tra le varie agenzie governative.

## Membri
Il Consiglio è presieduto dal Presidente degli Stati Uniti d'America. I suoi membri di diritto (sia statutari che non) sono il vicepresidente, il Segretario di Stato, il Segretario del Tesoro, il Segretario della Difesa, il Segretario all'Energia e l'assistente del presidente per la Sicurezza degli affari nazionali: quest'ultimo ha anche il titolo di Consigliere per la sicurezza nazionale e fa parte dell'Ufficio esecutivo del Presidente ed è il funzionario che ha l'incarico di supervisionare quotidianamente gli affari del Consiglio per la sicurezza nazionale.
Il Capo dello stato maggiore congiunto è il principale consulente militare del Consiglio per la sicurezza nazionale, il Direttore dell'Intelligence Nazionale è il consulente per l'intelligence. Il Procuratore generale e il direttore dell'Ufficio per la gestione e il bilancio sono invitati a partecipare alle riunioni relative alle loro responsabilità. I capi degli altri dipartimenti ed agenzie esecutive, così come altri alti funzionari, possono essere invitati a partecipare alle riunioni del Consiglio quando ciò è appropriato in relazione ai loro compiti e alle loro responsabilità e in relazione all'occasione e al momento.